# Arquidiocese de Aparecida
A Arquidiocese de Aparecida (Archidiœcesis Apparitiopolitana) é uma circunscrição eclesiástica da Igreja Católica no Brasil. É a Sé Metropolitana da Província Eclesiástica de Aparecida. Pertence ao Conselho Episcopal Regional Sul I da Conferência Nacional dos Bispos do Brasil. A sé está na Catedral Basílica de Nossa Senhora Aparecida.

## Histórico
A Arquidiocese de Aparecida foi erigida canonicamente pelo Papa Pio XII, por meio da Constituição Apostólica Sacrorum antistitum, de 19 de abril de 1958. O seu território foi originado do desmembramento da Arquidiocese de São Paulo e da Diocese de Taubaté.

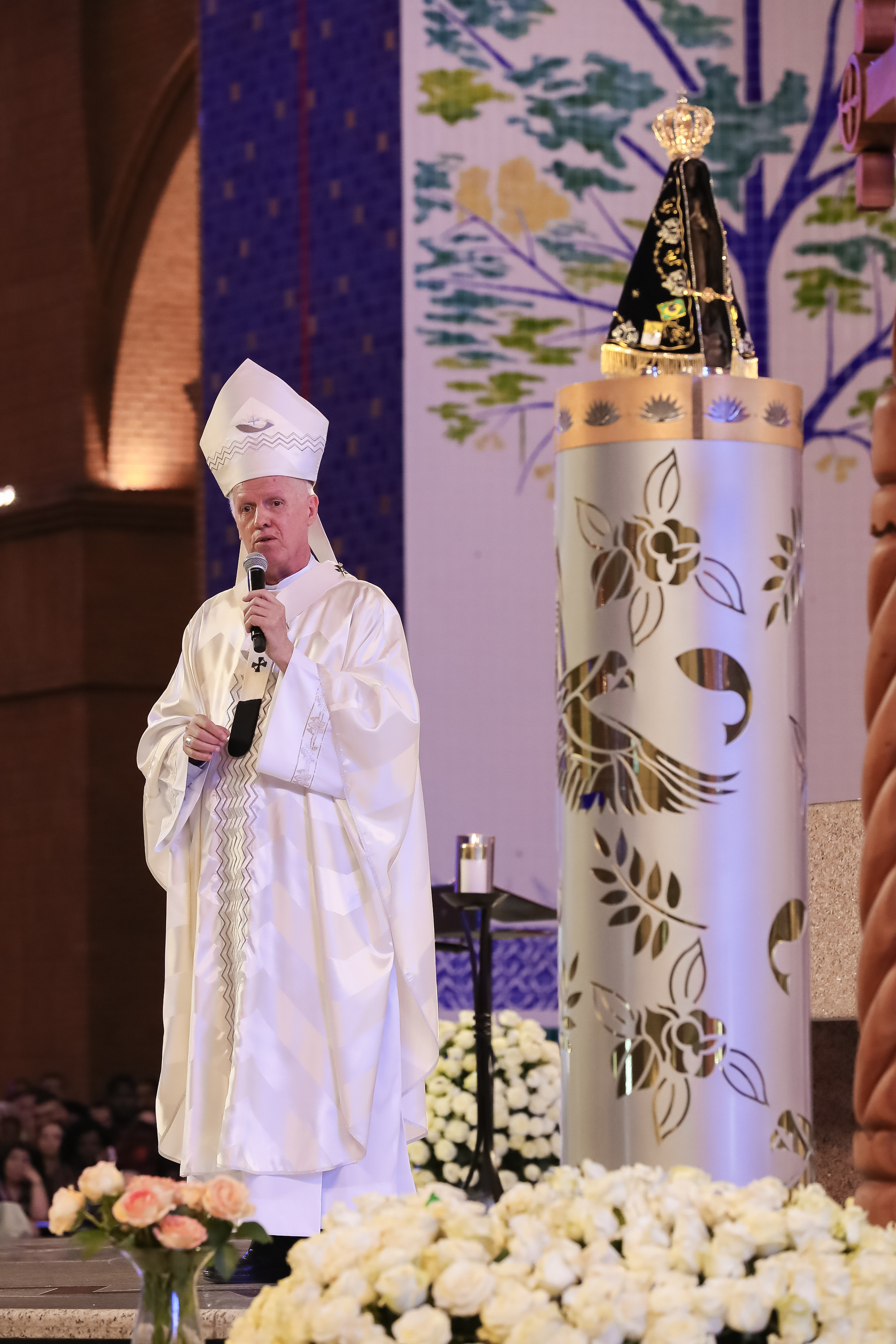
Dom Orlando Brandes, atual Arcebispo de Aparecida.

O cardeal Vasconcelos Motta foi seu administrador apostólico no período de 1958 a 1964, quando então foi nomeado Arcebispo de Aparecida.
Nesta arquidiocese está o Santuário Nacional de Nossa Senhora da Conceição Aparecida, um dos mais importantes centros da peregrinação católica no Brasil.

## Catedral
Em dezembro de 1996, durante o episcopado de Dom Aloísio Lorscheider, a igreja de Santo Antônio de Guaratinguetá foi decretada igreja-catedral da arquidiocese. Em novembro de 2016, foi promulgado o decreto do Papa Francisco que transferiu à Basílica do Santuário Nacional de Aparecida o título de Catedral Arquidiocesana de Aparecida.

## Demografia e paróquias
Em 2018, a arquidiocese contava com uma população de quase 200 mil habitantes, dos quais 83,8% eram católicos.
O território da diocese é de 1 330 km.2, organizado em dezenove paróquias em cinco municípios paulistas de Aparecida, Guaratinguetá, Lagoinha, Potim e Roseira.

## Arcebispos e bispos auxiliares
|                               | Nome                                            | Período    | Notas                           |
| Arcebispos                    | Arcebispos                                      | Arcebispos | Arcebispos                      |
| ----------------------------- | ----------------------------------------------- | ---------- | ------------------------------- |
| 5.º                           | Orlando Brandes                                 | 2016–atual | Arcebispo Arquidiocesano        |
| 4.º                           | Raymundo Cardeal Damasceno Assis                | 2004–2016  | Arcebispo emérito               |
| 3.º                           | Aloísio Leo Arlindo Cardeal Lorscheider, O.F.M. | 1995–2004  | Renunciou                       |
| 2.º                           | Geraldo Maria de Morais Penido                  | 1982–1995  | Renunciou                       |
| 1.º                           | Carlos Carmelo Cardeal de Vasconcelos Motta     | 1964–1982  | Faleceu no cargo                |
| Arcebispos coadjutores        |                                                 |            |                                 |
|                               | Geraldo Maria de Morais Penido                  | 1977–1982  | Elevado a Arcebispo             |
|                               | Antônio Ferreira de Macedo, C.Ss.R.             | 1964–1977  |                                 |
| Arcebispo auxiliar Sedi datus |                                                 |            |                                 |
|                               | Antônio Ferreira de Macedo, C.Ss.R.             | 1964–1982  | [ 6 ] [ 7 ]                     |
| Bispo auxiliar                |                                                 |            |                                 |
|                               | Darci José Nicioli, C.Ss.R.                     | 2012–2016  | Nomeado Arcebispo de Diamantina |